# Sagittaire cunéiforme
 (septembre 2021).
Si vous disposez d'ouvrages ou d'articles de référence ou si vous connaissez des sites web de qualité traitant du thème abordé ici, merci de compléter l'article en donnant les références utiles à sa vérifiabilité et en les liant à la section « Notes et références ».
 (septembre 2021).
La mise en forme du texte ne suit pas les recommandations de Wikipédia : il faut le « wikifier ».
Les points d'amélioration suivants sont les cas les plus fréquents. Le détail des points à revoir est peut-être précisé sur la page de discussion.
- Les titres sont pré-formatés par le logiciel. Ils ne sont ni en capitales, ni en gras.
- Le texte ne doit pas être écrit en capitales (les noms de famille non plus), ni en gras, ni en italique, ni en « petit »…
- Le gras n'est utilisé que pour surligner le titre de l'article dans l'introduction, une seule fois.
- L'italique est rarement utilisé : mots en langue étrangère, titres d'œuvres, noms de bateaux, etc.
- Les citations ne sont pas en italique mais en corps de texte normal. Elles sont entourées par des guillemets français : « et ».
- Les listes à puces sont à éviter, des paragraphes rédigés étant largement préférés. Les tableaux sont à réserver à la présentation de données structurées (résultats, etc.).
- Les appels de note de bas de page (petits chiffres en exposant, introduits par l'outil «  Source ») sont à placer entre la fin de phrase et le point final[comme ça].
- Les liens internes (vers d'autres articles de Wikipédia) sont à choisir avec parcimonie. Créez des liens vers des articles approfondissant le sujet. Les termes génériques sans rapport avec le sujet sont à éviter, ainsi que les répétitions de liens vers un même terme.
- Les liens externes sont à placer uniquement dans une section « Liens externes », à la fin de l'article. Ces liens sont à choisir avec parcimonie suivant les règles définies. Si un lien sert de source à l'article, son insertion dans le texte est à faire par les notes de bas de page.
- La présentation des références doit suivre les conventions bibliographiques. Il est recommandé d'utiliser les modèles {{Ouvrage}}, {{Chapitre}}, {{Article}}, {{Lien web}} et/ou {{Bibliographie}}. Le mode d'édition visuel peut mettre en forme automatiquement les références.
- Insérer une infobox (cadre d'informations à droite) n'est pas obligatoire pour parachever la mise en page.

Pour une aide détaillée, merci de consulter Aide:Wikification.
Si vous pensez que ces points ont été résolus, vous pouvez retirer ce bandeau et améliorer la mise en forme d'un autre article.
Sagittaria cuneata
Espèce
Synonymes
- Sagittaria arifolia Nutt. ex J.G. Sm.[2]
- Sagittaria arifolia Nutt. ex J.G.Sm.[3]
- Sagittaria cuneata f. cuneata[3]
- Sagittaria hebetiloba A.Nelson[3]
- Sagittaria paniculata Blank.[3]
- Sagittaria sagittifolia var. minor Pursh[3]

Sagittaria cuneata est une espèce de plantes à fleurs de la famille des plantains aquatiques connue sous le nom commun de Pointe de flèche arumleaf ou de Pomme de terre de canard[réf. nécessaire]. Comme certaines autres espèces de Sagittaria , on peut l'appeler Wapato[réf. nécessaire]. Il est originaire d'une grande partie de l'Amérique du Nord, y compris la majeure partie du Canada (chaque province et territoire à l'exception du Nunavut) ainsi que l'ouest et le Nord-Est des États-Unis (Nouvelle-Angleterre, Grands Lacs, Grandes Plaines, Rocheuses, Grand Bassin et États de la côte du Pacifique ; y compris l'Alaska mais pas Hawaï). 
Sagittaria cuneata est une plante aquatique qui pousse dans les plans d'eau lents et stagnants tels que les étangs et les petits ruisseaux. Son apparence est assez variable et les parties immergées de la plante sont différentes de celles qui poussent au-dessus de la surface ou sur terre. En général, c'est une plante herbacée vivace poussant à partir d'un tubercule blanc ou bleuté. Les feuilles sont de forme variable, beaucoup d'entre elles sont sagittées (en forme de flèche) avec deux lobes plus petits et pointus opposés à la pointe. Les limbes des feuilles sont portés par de très longs pétioles. La plante est monoïque, avec des individus portant des fleurs mâles et femelles. L'inflorescence qui s'élève au-dessus de la surface de l'eau est un racème composé de plusieurs verticilles de fleurs, le nœud inférieur portant des fleurs femelles et les nœuds supérieurs portant des fleurs mâles. La fleur mesure jusqu'à 2,5 centimètres de large avec des pétales blancs. Les fleurs mâles ont des anneaux d'étamines jaunes au centre. Chaque fleur femelle a une grappe sphérique de pistils qui se développe en un groupe de petits fruits. 

## Utilisation

### Alimentaire
Voir sagittaire à larges feuilles.

### Ethnobotanique amérindienne
Les Cheyennes donnent des feuilles séchées aux chevaux pour les troubles urinaires et pour les maux de bouche. Les Klamath utilisent les porte-greffes comme nourriture. Les Menominee enchaînent ensemble les pommes de terre séchées, bouillies et tranchées pour une utilisation hivernale. Les Ojibwés mangent les bulbes pour l'indigestion, et aussi comme aliment, mangés bouillis frais, séchés ou confits avec du sucre d'érable. Le rat musqué et le castor les stockent dans de grandes caches, qu'ils ont appris à reconnaître et à s'approprier. Les Paiute du Nord utilisent les racines pour se nourrir. Les indigènes du Montana consomment les tubercules crus et bouillis. 

## Statut de conservation aux États-Unis
Il est répertorié comme en voie de disparition dans le Connecticut et le New Jersey. Il est répertorié comme menacé dans le Massachusetts, le New Hampshire et l'Ohio. 